# Słupia
Słupia (tiếng Đức: Stolpe) là một con sông ở phía tây bắc Ba Lan, một nhánh của biển Baltic, với chiều dài 138 km và diện tích lưu vực là 1.623 km².
Thị trấn:
- Słupsk
- Ustka